# Шелберн (тауншип, Миннесота)
Шелберн (англ. Shelburne) — тауншип в округе Лайон, Миннесота, США. На 2000 год его население составило 180 человек.

## География
По данным Бюро переписи населения США площадь тауншипа составляет 93,1 км², из которых 90,4 км² занимает суша, а 2,7 км² — вода (2,92 %).

## Демография
По данным переписи населения 2000 года здесь находились 180 человек, 73 домохозяйства и 54 семьи. Плотность населения —  2,0 чел./км². На территории тауншипа расположено 84 постройки со средней плотностью 0,9 построек на один квадратный километр. Расовый состав населения: 99,44 % белых и 0,56 % коренных американцев.
Из 73 домохозяйств в 30,1 % воспитывались дети до 18 лет, в 68,5 % проживали супружеские пары, в 1,4 % проживали незамужние женщины и в 24,7 % домохозяйств проживали несемейные люди. 21,9 % домохозяйств состояли из одного человека, при том 9,6 % из — одиноких пожилых людей старше 65 лет. Средний размер домохозяйства — 2,47, а семьи — 2,91 человека.
22,8 % населения — младше 18 лет, 7,8 % — в возрасте от 18 до 24 лет, 26,7 % — от 25 до 44, 23,3 % — от 45 до 64, и 19,4 % — старше 65 лет. Средний возраст — 43 года. На каждые 100 женщин приходилось 114,3 мужчин. На каждые 100 женщин старше 18 приходилось 113,8 мужчин.
Средний годовой доход домохозяйства составлял 32 917 долларов, а средний годовой доход семьи —  39 375 долларов. Средний доход мужчин —  25 938  долларов, в то время как у женщин — 30 417. Доход на душу населения составил 16 171 доллар. За чертой бедности находились 1,9 % семей и 4,3 % всего населения тауншипа.